# تشارلي غروفر
تشارلي غروفر (بالإنجليزية: Charlie Grover)‏ هو لاعب كرة قاعدة أمريكي، ولد في 20 يونيو 1890 في غاليبوليس في الولايات المتحدة، وتوفي في 24 مايو 1971 في بلدة إيميت تشارتر في الولايات المتحدة.